# DIC Corporation
DIC Corporation — японская химическая компания. Основана в 1908 году, штаб-квартира расположена в Токио. Специализируется на чернилах для промышленной печати, вместе с американской дочерней компанией Sun Chemical является крупнейшим в мире производителем чернил.

## История
Компанию основал в 1908 году Кидзуро Кавамура для производства чернил; первоначально называлась Kawamura Ink Manufactory («Чернильная мануфактура Кавамуры»). В 1952 году было создано совместное предприятие Japan Reichhold Chemicals по производству синтетических смол. В 1957 году компания начала выпуск изделий из пластмассы. В 1962 году название компании было изменено на Dainippon Ink and Chemicals. В 1970 году было создано совместное предприятие по производству многослойных упаковочных материалов. В 1973 году компания начала производство жидких кристаллов для дисплеев. В 1987 году был приобретен контрольный пакет акций американской компании Sun Chemical. В 1999 году у Total была куплена Coates Group. С 2008 года компания стала называться DIC Corporation.

## Деятельность
Основные подразделения по состоянию на 2021 год:
- Упаковка и графика — чернила для промышленной печати, покрытия для упаковки, упаковочные материалы, наклейки; 53 % выручки.
- Функциональная продукция — комплектующие из ПФС для автопромышленности, клейкие ленты; 32 % выручки.
- Цвета и дисплеи — пигменты для светофильтров и косметики, натуральные красители из спирулины, жидкие кристаллы; 15 % выручки.

Основные регионы деятельности:
- Япония — 29 дочерних компаний, выручка 271 млрд иен;
- Азия и Океания — 60 дочерних компаний, выручка 140 млрд иен;
- Европа и Африка — 56 дочерних компаний, выручка 165 млрд иен;
- Америка — 28 дочерних компаний, выручка 125 млрд иен.

Научно-исследовательские центры компании имеются в Японии, США, КНР, Таиланде, Малайзии, Индонезии, Республике Корея, Великобритании, Германии и Испании.
|                     | 2010  | 2011  | 2012  | 2013  | 2014  | 2015  | 2016  | 2017  | 2018  | 2019  | 2020  | 2021  | 2022  |
| ------------------- | ----- | ----- | ----- | ----- | ----- | ----- | ----- | ----- | ----- | ----- | ----- | ----- | ----- |
| Оборот              | 757,8 | 779,0 | 734,3 | 703,8 | 784,0 | 830,1 | 820,0 | 751,4 | 789,4 | 805,5 | 768,6 | 701,2 | 855,4 |
| Чистая прибыль      | 2,5   | 15,8  | 18,2  | 19,1  | 28,8  | 25,2  | 37,4  | 34,8  | 38,6  | 32,0  | 23,5  | 13,2  | 4,4   |
| Активы              | 749,9 | 703,8 | 675,1 | 693,0 | 761,7 | 803,7 | 778,9 | 764,8 | 831,8 | 801,3 | 803,1 | 818,0 | 1071  |
| Собственный капитал | 122,8 | 130,4 | 124,5 | 160,7 | 218,9 | 276,7 | 289,9 | 307,0 | 344,0 | 327,3 | 312,7 | 318,5 | 345,9 |